# Strada nazionale 114 Centrale Sarda
La strada nazionale 114 Centrale Sarda era una strada nazionale del Regno d'Italia, che tagliava la Sardegna da nord a sud tra le località di Porto Torres e Cagliari.
Venne istituita nel 1923 con il percorso "Porto Torres - Sassari - Martis - Ozieri - Nazionale 113 e da questa per Oniferi - Sorgono - Laconi - Monastir - Cagliari".
Nel 1928, in seguito all'istituzione dell'Azienda Autonoma Statale della Strada (AASS) e alla contemporanea ridefinizione della rete stradale nazionale, il suo tracciato costituì il tratto finale della strada statale 127 Settentrionale Sarda (da Porto Torres a Martis), l'intera strada statale 132 di Ozieri (da Martis a Ozieri), gran parte della strada statale 128 Centrale Sarda (da Ozieri a Monastir) e il tratto iniziale della strada statale 131 Arborense (da Monastir a Cagliari).